# Повітряні сили Іраку
Повітряні сили Іраку (араб. القوات الجوية العراقية, трансліт. Al Quwwat al Jawwiyah al Iraqiyyah) — один з видів збройних сил Іраку, що відповідає за захист повітряного простору Іраку, а також охорону його міжнародних кордонів. ВПС Іраку також діє як сила підтримки ВМС Іраку та іракської армії, що дозволяє Іраку швидко розгортати свої війська. Штаб-квартира знаходиться в Багдаді; нинішній командир — генерал Шихаб Джахід Алі.
Військово-повітряні сили Іраку були засновані в 1931 році, під час британського контролю в Іраку після їх поразки від османів у Першій світовій війні. Крім короткого періоду під час Другої світової війни, іракські ВПС використовували переважно британську авіацію до революції 14 липня 1958 року, коли новий уряд Іраку почав посилювати дипломатичні відносини з Радянським Союзом. Протягом 1950-х і 1960-х років ВПС використовували як радянську, так і британську авіацію. Коли Саддам Хусейн прийшов до влади в 1979 році, військово-повітряні сили швидко зросли, тоді Ірак замовив більше радянських і французьких літаків. Пік військово-повітряних сил припав на довгу ірано-іракську війну, яка закінчилася в 1988 році, тоді вони складалися з 1029 літаків усіх типів (з яких 550 були бойовими), ставши найбільшими повітряними силами в регіоні. Падіння сталося під час війни в Перській затоці (1990—1991) і тривало, поки сили коаліції застосовували заборонені для польотів зони. Залишки військово-повітряних сил Іраку були знищені під час вторгнення США в Ірак у 2003 році.
Після вторгнення ВПС Іраку було відновлено, завдяки отриманню більшої частини літаків зі Сполучених Штатів. У 2007 році Ірак попросив Іран повернути деякі іракські винищувачі, які улетіли туди, щоб уникнути знищення під час війни в Перській затоці в 1991 році. Станом на 2014 рік Іран був сприйнятливий до вимог і працював над відновленням невстановленої кількості літаків.

## Повітряний авіа-парк Військово-повітряних сил Іраку
| Тип           | Фото          | Виробництво/Країна | Призначення   | Варіант       | Кількість     | Примітки      |
| Бойові літаки | Бойові літаки | Бойові літаки      | Бойові літаки | Бойові літаки | Бойові літаки | Бойові літаки |
| ------------- | ------------- | ------------------ | ------------- | ------------- | ------------- | ------------- |
|               |               |                    |               |               |               |               |

## Історія

### 1931—1945
Королівські ВПС Іраку було створено 22 квітня 1931 року. На самому початку свого існування вони базувалися на аеродромі Вашаш у передмісті Багдада і складалися з 5 льотчиків та 32 механіків.
У 1941 році ВПС були практично знищені під час короткої англо-іракської війни.

### 1945—1990
Надалі ВПС Іраку брали участь в арабо-ізраїльських війнах 1948—1949, 1967 та 1973 років. У ході Шестиденної війни ВПС Іраку здобули, ймовірно, свої перші повітряні перемоги, збити два ізраїльські літаки (за деякими даними, обидві перемоги належать пілотам ВПС Пакистану, які служили в той період в Іраку). Іракська авіація брала участь у нальотах на Ізраїль. Під час Жовтневої війни авіація Іраку діяла обох фронтах. Було заявлено про знищення 12 ізраїльських літаків, але й власні втрати виявилися тяжкими (30 літаків), у тому числі і внаслідок низки інцидентів «дружнього вогню».
У період з 1977 по 1979 рік іракські ВПС були переоснащені найсучаснішою радянською технікою, включаючи бомбардувальники Ту-22, вертольоти Мі-24, транспортні літаки Іл-76. Військово-повітряні сили Іраку зазнали посиленої модернізації. 40 винищувачів «Міраж» F-1 було замовлено у Франції, а протитанковий потенціал значно підвищився після придбання 60 гелікоптерів «Газель». Восени 1983 року Ірак придбав літаки французького виробництва «Супер Етандар».
ВПС Іраку активно застосовувалися для боротьби з курдами в 1960—1990-х роках, а також в ірано-іракській війні 1980—1988 років, зазнавши значних втрат (за оцінкою ЦРУ, маючи на початок війни понад 500 бойових літаків, до 1987 року ВПС Іраку втратили 300—325 літаків).

### 1991—2003

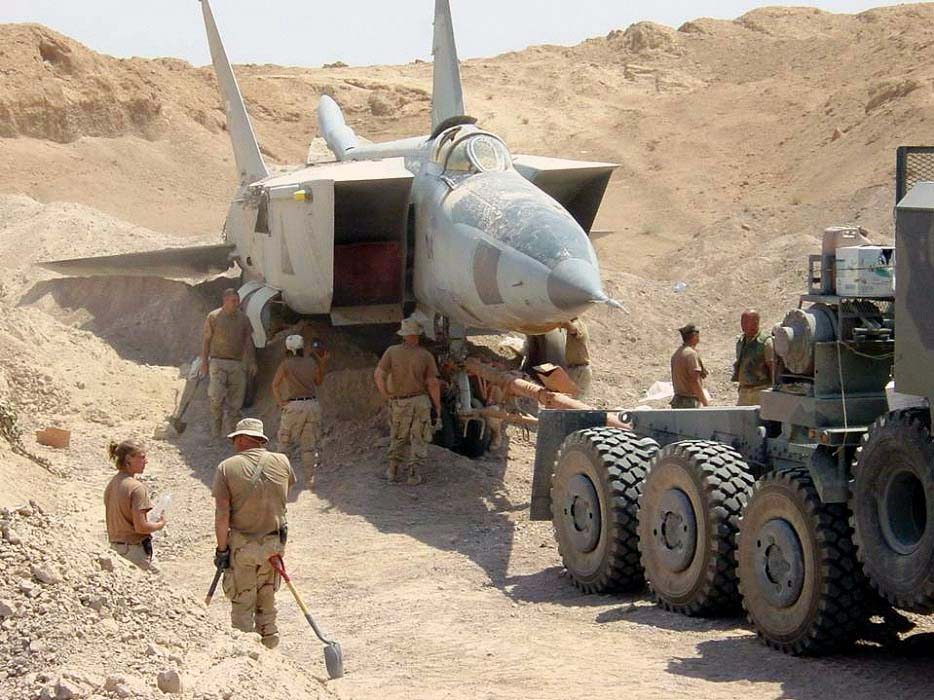
Іракський МіГ-25, викопаний американськими військовослужбовцями із піску. 2003 рік
Значним випробуванням для іракської авіації стала війна у Перській затоці 1991 року. Близько 40 літаків було втрачено в повітряних боях (коаліція від дій іракських винищувачів втратила не менше 1 F/A-18 і 3 БПЛА), ще більше — знищено на землі, понад 100 перелетіли до Ірану. Ймовірно, іракське командування відправило літаки до Ірану в надії зберегти їх від знищення та використати після завершення війни, однак іранська сторона згодом відмовилася повертати ці літаки та включила їх до складу власних військово-повітряних сил. Відомо про одну підтверджену повітряну перемогу іракських ВПС у ході цієї війни, яку перехопив МіГ-25 над американським F/A-18. Після війни США, Велика Британія та Франція запровадили заборонені для польотів іракської авіації зони над північчю та півднем країни для охорони курдів та шиїтів від повітряних нальотів.
Іракська авіація не брала участі у відбитті вторгнення міжнародної коаліції у 2003 році. Після війни іракські бойові літаки було знайдено захованими укриттями або закопаними в пісок.

### Після 2003 року
Після повалення режиму Саддама Хусейна розпочалося відновлення ВПС Іраку.
У грудні 2004 року було підписано перший контракт на закупівлю нової техніки — польських гвинтокрилів W-3 «Сокіл», які, однак, не були отримані через зрив терміну постачання.
До кінця 2005 року у складі ВПС Іраку були 38 літальних апаратів у 5 ескадрильях.
У грудні 2008 року було підписано угоду про постачання із США до Іраку партії зброї вартістю 6 млрд доларів, у тому числі 26 гвинтокрилів Bell 407, 20 навчально-тренувальних літаків T-6A Texan і 36 літаків AT-6B Texan II.
- перші три гвинтокрили Bell 407 були отримані в лютому 2009 року.

У листопаді 2009 року в США було замовлено ще 27 гвинтокрилів.
У серпні 2011 року було укладено контракт на постачання із США до Іраку 18 винищувачів F-16IQ, наприкінці 2011 року було замовлено ще 18 винищувачів F-16IQ, а також 24 авіадвигуни, ракети та авіабомби для них.
У грудні 2013 року було укладено контракт на постачання 24 Т-50IQ на суму $1,1 млрд.
Наступні цифри, за даними ВПС Іраку, дають уявлення про інтенсивність застосування іракської авіації у боях проти ІД. З 10 червня 2014 по 31 грудня 2017 року штурмовики Су-25 (у 2014—2016 роках Ірак отримав з Росії, Білорусі та Ірану 22 літаки Су-25) здійснили 3562 бойові вильоти, в той час як винищувачі Lockheed Martin F-16 2015 до кінця 2017 року американці передали Іраку 18 літаків) — лише 514 вильотів. 398 вильотів здійснили легкі бойові літаки L-159 (у 2015—2017 роках поставлено із Чехії 13 літаків). Ще 990 вильотів здійснили шість військово-транспортних літаків Ан-32Б. Нарешті, 3459 вильотів припало на легкі розвідувально-ударні літаки Cessna АС-208B Combat Caravan, при цьому вони випустили 2660 ракет Hellfire. З урахуванням того, що саме на цей період припали найактивніші бойові дії проти ІД, а до 2014 року іракська авіація перебувала в зародковому стані, можна вважати ці цифри репрезентативними і для всієї кампанії.
| Назва                      | Зображення     | Виробництво              | Тип                                | Кількість     | Примітки |
| Бойові літаки              | Бойові літаки  | Бойові літаки            | Бойові літаки                      | Бойові літаки | Бойові літаки |
| -------------------------- | -------------- | ------------------------ | ---------------------------------- | ------------- | --- |
| F-16                       |                | США                      | Багатоцільовий винищувач           | 34            | 26 F-16C, та 8 F-16D |
| Су-25Су-25КМ Су-25УКБМ     | Приклад літака | СРСР Російська Федерація | Штурмовик, навчально-бойовий літак | 19~           | З РФ 28 червня 2014 поставлено перші 5 Су-25. 1 липня 2014 року з Ірану поставлено ще 4 Су-25КМ та 3 Су-25УБКМ, більше 6 Су-25/Су-25K та більше одного Су-25УБК. У 2014—2016 роках. Ірак отримав із РФ, Білорусі та Ірану 22 літаки Су-25. |
| Aero L-159A                |                | Чехія                    | Навчально-бойовий літак            | 11            | 10 L-159A, та 1 L-159T1 |
| Cessna AC-208B             |                | США                      | Патрульний літак                   | 2             | AC-208B Combat Caravan |
| KAI T-50                   |                | Південна Корея           | Тренувальний                       | 22            | |
| T-6A                       |                | США                      | Навчально-бойовий літак            | 15            | |
| SB7L-360                   |                | Австралія                | Патрульний літак                   | 2             | |
| Cessna 172                 |                | США                      | Штурмовик                          | 8             | |
| CH2000                     |                | США                      | Тренувальний                       | 8             | |
| Транспортні літаки         |                |                          |                                    |               | |
| Ан-32Б                     |                | Україна                  | Транспортний літак                 | 6             | |
| Lockheed C-130E            |                | США                      | Транспортний літак                 | 12            | 4 C-130E 8 C-130J-30 |
| Beechcraft King Air 350ER  |                | США                      | Літак загального призначення       | 8             | Використовуються як транспортні |
| Cessna 208B                |                | США                      | Літак загального призначення       | 8             | Використовуються як транспортні |
| Cessna 172                 |                | США                      | Літак загального призначення       | 8             | Використовуються як транспортні |
| CH2000                     |                | США                      | Легкий багатоцільовий літак        | 8             | Використовуються як транспортні |
| Гвинтокрили                |                |                          |                                    |               | |
| Мі-28                      |                | Російська Федерація      | Ударний гвинтокрил                 | 15            | |
| Мі-35М                     |                | Російська Федерація      | Ударний гвинтокрил                 | 13            | |
| Мі17/Мі171Ш                |                | Російська Федерація      | Транспортно-штурмовий гвинтокрил   | 20~           | |
| Bell 206                   |                | США                      | Багатоцільовий гвинтокрил          | 10            | Bell 206B3 |
| Bell UH-1 Iroquois         |                | США                      | Багатоцільовий гвинтокрил          | 16            | |
| AerospatialeSA.342 Gazelle |                | Франція                  | Багатоцільовий гвинтокрил          | 4~            | |

## Список знятих з експлуатації літаків

### Імпортовано в період королівства
- Тренувальний літак De Havilland DH.60G Gipsy Moth із пересадкою на 5 літаків
- Тренувальний літак De Havilland DH.60T Tiger Moth x 3 літаки
- Машина зв'язку De Havilland DH.80A Puss Moss x 3
- Розгорнуто вісім військово-транспортних літаків de Havilland DH.89 Dragon Rapide
- Розгорнуто 34 літаки-розвідники Hawker Audax
- Тренувальний літак De Havilland DH.82A Tiger Moth із пересадкою на 5 літаків
- Розгортає чотири середні бомбардувальники SM.79B Sparviero
- Розгорнуто 22 штурмовики Breda Ba.65/H.80L
- Розгорнуто один штурмовик Breda Ba.65 A.80 M
- Розгорнуто два навчально-тренувальних літаки Breda Ba.65 K.14
- Розгорнув 24 винищувачі Gloucester Gladiator I
- 5 бійців Gloster Gladiator II
- Розгортає 39 навчально-тренувальних літаків Avro Anson Mk.I
- Розгорнуто вісім малих транспортних літаків de Havilland DH.84M Dragon
- 15 штурмовиків Northrop 8A-4 Nomad
- Розгорнуто шість малих військових літаків-розвідників Vickers Vincent
- Розгорнуто вісім військово-транспортних літаків de Havilland DH.90A Dragonfly
- Розгорнуто 12 винищувачів Messerschmitt Bf 109E-7/trop
- Розгорнуто 4 винищувачі Messerschmitt Bf 110D-1
- Розгортає чотири винищувачі Messerschmitt Bf 110D-3
- Чотири винищувачі Messerschmitt Bf 110E-1 розгорнуті.
- Розгорнуто 12 винищувачів Fiat CR.42 Falco
- 6 Тактичних бомбардувальників He 111H-6
- 6 Тактичних бомбардувальників He 111P-4
- Задіяно 10 військово-транспортних літаків Junkers Ju 52/3m
- Розгорнуто три військово-транспортні літаки Junkers Ju 90A-0
- Було задіяно 55 наземних винищувачів Hawker Fury I.
- Було задіяно п'ять навчально-тренувальних літаків Fury Trainer.
- Розгорнуто сім транспортних літаків середнього розміру de Havilland DH.104 Dub I.
- Розгорнуто три великі транспортні літаки Bristol Freighter Mk.31M.
- Розгорнуто один середній транспортний літак de Havilland DH.114 Heron 2C.
- 15 військово-тренувальних літаків Percival Provost Mk.53 розгорнуто.
- 15 навчально-тренувальних літаків T-6G Texan
- De Havilland Canada DHC-1 Chipmunk Mk.20 військово-тренувальний літак x 15
- Розгорнуто шість військових літаків-розвідників O-1A bird-dock.

### Літаки, що використовувалися в епоху Республіки
- Розгорнуто 12 винищувачів-бомбардувальників de Havilland Vampire FB.52
- 10 розгорнутих тренажерів de Havilland Vampire T.55
- Розгорнуто 20 винищувачів-бомбардувальників de Havilland Venom FB.50
- Розгорнуто 20 військово-тренувальних літаків BAC Jet Provost T.52
- Розгорнуто 16 винищувачів-бомбардувальників Hawker Hunter F.6
- Розгорнуто 22 винищувачі-бомбардувальники Hawker Hunter FGA.59
- Розгорнуто 18 винищувачів-бомбардувальників Hawker Hunter FGA.59A
- Розгортає чотири винищувачі-бомбардувальники Hawker Hunter FGA.59B
- Розгорнуто п'ять реверсивних навчально-тренувальних літаків Hawker Hunter T.69
- Розгорнуто три гелікоптери загального призначення Westland Dragonfly Mk.1A
- Westland Wessex використовує 12 транспортних вертольотів HC.52
- Задіяно 13 військово-транспортних літаків Іл-14М Крейт
- Розгорнуто 17 фронтових винищувачів МіГ-17Ф Fresco C
- Розгортає 17 всепогодних винищувачів МіГ-17ПФ Fresco D
- Розгорнуто 12 тактичних бомбардувальників Іл-28 Бігль
- Розгорнуто два військово-навчальні літаки-талісмани Іл-28У
- Розгорнуто два літаки-мішені Іл-28БМ Бігль
- Розгортає 10 всепогодних винищувачів МіГ-19П «Фармер Б».
- Розгортає 30 фронтових винищувачів МіГ-19С «Фермер С».
- Розгортає 10 всепогодних винищувачів МіГ-19ПМ «Фармер Е».
- Розгортає 26 винищувачів-бомбардувальників МіГ-15СБ «Фагот».
- Використовує 35 транспортних вертольотів Мі-4 Hound A
- Розгорнуто 21 військово-транспортний літак Ан-12BP Cub
- Розгортає 10 стратегічних бомбардувальників Ту-16A Badger A
- Розгорнуто шість стратегічних бомбардувальників Ту-16КСР-2-11 Badger G
- Розгортає 57 фронтових винищувачів МіГ-21F-13 Fishbed C
- Розгортає 13 транспортних вертольотів Мі-6Т Гак
- Розгорнуто 54 винищувачі-бомбардувальники Су-7БМК Монтажник А
- 23 фронтові винищувачі МіГ-21ФЛ Fishbed D
- Розгортає 24 всепогодних винищувачі МіГ-21ПФМ Fishbed D
- Розгортає 10 навчально-тренувальних літаків МіГ-21У Mongolian A
- Розгортає 8 навчально-тренувальних літаків МіГ-21US Mongolia B
- Розгорнуто 23 навчально-тренувальних літака МіГ-21УМ Mongolian B
- Розгорнуто 78 навчально-тренувальних літаків L-29 Maya
- Було задіяно п'ятнадцять тренажерів прибирання літаків Як-11 "Лось".
- Було розгорнуто десять малолітражних навчально-тренувальних літаків МіГ-15УТІ.
- Було задіяно чотири вертольоти загального призначення Мі-1 «Заєць».
- Було задіяно 15 вертольотів загального призначення Мі-2 «Гопліт».
- Було задіяно 14 легких транспортних літаків Ан-2Т Colt.

### Літаки, розгорнуті під час режиму партії Баас
- Розгорнуто 98 винищувачів МіГ-21МФ Fishbed-J
- Розгорнуто п'ять тактичних транспортних літаків Ан-26 "Карл-А".
- Розгорнуто один модифікований протикорабельний штурмовик Dassault Falcon 50 Susanna.
- Розгортає два транспортні літаки Dassault Falcon 50 VIP
- Розгортає 40 винищувачів F-6C Farmer
- Розгортає 10 надзвукових бомбардувальників Ту-22Б Бліндер А
- Розгортає чотири надзвукові бомбардувальники Ту-22К Бліндер Б
- Чотири військово-тренувальних літаки Ту-22У «Бліндер С» (без озброєння) розгорнуті.
- Розгортає 22 винищувачі-бомбардувальники Су-20 Fitter C
- Розгортає чотири тактичні літаки-розвідники МіГ-21Р Fishbed-H
- Задіяно 20 гелікоптерів загального призначення Бо-105С
- Задіяно шість гелікоптерів загального призначення Бо-105ЛС-3

- Розгорнуто 15 стратегічних транспортних літаків Іл-76МД Кендид Б
- Розгорнуто три літаки раннього попередження та управління «Аднан-1».
- Розгорнуто один літак раннього попередження та управління Adnan 2
- Розгорнуто один літак-заправник Іл-76УПАЗ
- Розгорнуто 80 навчально-тренувальних літаків EMB-312 Tucano
- Розгорнуто 80 навчально-тренувальних літаків L-39C Albatros
- Розгорнуто 59 навчально-тренувальних літаків L-39ZO Albatros
- 18 несиділих навчально-тренувальних літаків Dassault Mirage F1BQ (проте фактично було розгорнуто лише 15)
- Розгорнуто 32 винищувачі-перехоплювачі Dassault Mirage F1EQ-2 (деякі з 16 літаків були повністю модифіковані порівняно з початковим EQ)
- Розгорнуто 28 винищувачів-бомбардувальників Dassault Mirage F1EQ-4
- Розгортає 20 протикорабельних штурмовиків Dassault Mirage F1EQ-5
- Розгортає 30 протикорабельних штурмовиків Dassault Mirage F1EQ-6
- Попереднє розгортання п'яти палубних штурмовиків Dassault Breguet Super Etendard

- Розгорнуто 16 патрульних вертольотів SA 321H Superfluron. Деякі також називалися типом GV. Оснащений радаром ORB-31D, поплавком і повітряним фільтром для додавання робочих можливостей Exocet. Він був розгорнутий на наземній базі в районі Басри.
- Розгортає 40 ударних вертольотів Мі-25 Hind-D
- Розгорнуто 44 гелікоптери загального призначення SA.316C Alouette III
- Розгорнуто 18 винищувачів-бомбардувальників Су-22 Fitter F
- Розгорнуто 18 навчальних самостійних літаків Су-22УМ3 Fitter G
- Розгортає 24 винищувачі-бомбардувальники Су-22М Fitter J
- Розгорнуто 54 винищувачі МіГ-21біс Fishbed-L для встановлення переваги в повітрі (Izdeliye75)
- Розгорнуто 61 винищувач МіГ-21біс Fishbed-L (Ізділіє 75А)
- Розгорнуто 18 винищувачів МіГ-23МФ Frogger B для встановлення переваги в повітрі

- Розгорнуто 18 винищувачів МіГ-23МС Frogger-E
- Розгортає 54 винищувачі МіГ-23ML Frogger G
- Розгортає 54 винищувачі-бомбардувальники МіГ-23БН Frogger J
- Розгорнуто 21 тренажер МіГ-23УБ Frogger C
- Розгортає 10 перехоплювачів МіГ-25ПД Foxbat-E
- Розгорнуто 12 перехоплювачів МіГ-25ПДС Foxbat-E
- Розгорнуто 12 бомбардувальників-розвідників МіГ-25РБ Foxbat B
- Розгорнуто 7 ретушуючих тренажерів МіГ-25ПУ Frogger C
- 120 винищувачів МіГ-29 (9.12Б) Fulcrum-A (фактично розгорнуто 42)
- 10 навчально-тренувальних літаків МіГ-29УБ (9.51) Fulcrum B (проте лише 8 було розгорнуто безпосередньо перед війною в Перській затоці)
- Розгортає 30 винищувачів-бомбардувальників Су-24МК «Фенсер Д».
- Розгорнуто 69 штурмовиків Су-25К "Фрогфут".
- Розгортання чотирьох навчально-евакуаційних літаків Су-25УБК Frogfoot
- Задіяно 60 гелікоптерів загального призначення MD-500D
- Розгортає 40 ударних вертольотів SA.342M Gazelle
- Розгорнуто 48 навчально-тренувальних літаків AS 202/18A2 Bravo
- Задіяно 28 гелікоптерів загального призначення BK177A-3
- Розгортає 20 фронтових винищувачів F-7A Fishcan
- Розгорнуто 110 фронтових винищувачів F-7B Fishcan
- Розгорнуто 20 навчально-тренувальних літаків FT-7BI Fishcan (але також використовувалися як штурмовики)
- Розгорнуто один літак радіоелектронної боротьби Faw-727 (модифікований Boeing 727-200)
- Розгорнуто 20 винищувачів-бомбардувальників Су-22М3 Fitter J
- Розгортає 40 винищувачів-бомбардувальників Су-22М4 Монтажник К
- Розгортає чотири стратегічні бомбардувальники H-6D Badger
- Задіяно 45 транспортних гелікоптерів Bell 214ST
- Було задіяно 30 вертольотів загального призначення SA.316B Alouette III, оснащених протитанковими ракетами AS-11 і AS-12.
- Було задіяно 20 транспортних гелікоптерів SA.330B Puma.
- Розгорнуто 10 навчальних немісних літаків Су-22УМ3К Fitter G
- Розгортає 52 навчально-тренувальних військових літака PC-7 turbo

- Розгорнуто 12 військово-тренувальних літаків AMD CH2000 Araras
- Було задіяно 24 ударних вертольоти MBB Bo105GSH.
- Було задіяно 102 транспортних вертольоти Мі-8Т Hip-C.
- Було задіяно 67 транспортних вертольотів Мі-17 Hip-H.
- Було задіяно 30 гелікоптерів загального призначення MD.300C.
- Було розгорнуто двадцять розсадних тренажерів Pilatus PC-9.

### Літак, який був в експлуатації, але кількість введених одиниць невідома
Хоча літаки в цьому списку були представлені, невідомо, скільки їх було в експлуатації, тому кількість є лише припущеннями.
- *Вважається, що брали участь 14 транспортних літаків Dassault Falcon 20F VIP.
- *Можливо, брали участь 14 VIP-транспортних літака Ту-124К Кукупот.
- *32 Можливо, брали участь вертольоти загального призначення MD.269C.
- *31 Можливо, брали участь вертольоти загального призначення MD.530F.
- *Можливо, були залучені транспортні вертольоти Мі-10П Hark B.

### Список захоплених літаків
- 20 палубних винищувачів F-14A Tomcat (приблизно, скільки втратив Іран)
- 11 винищувачів F-5E Tiger II (приблизно втрачених Іраном)
- 13 винищувачів F-4E Phantom II (приблизно, втрати Ірану)
- 2 винищувачі F-4D Phantom II (приблизно, втрати Ірану)
- 8 винищувачів-перехоплювачів Dassault Mirage F1CK (раніше ВПС Кувейту)
- Сім штурмовиків A-4KU Skyhawk (виробництва США) були захоплені під час вторгнення в Кувейт.
- Один короткомагістральний авіалайнер Fokker F27-300 Friendship (раніше іранський EP-IOT)
- Один бізнес-джет Dassault Falcon 20E (раніше Iran Air)
- Один короткомагістральний авіалайнер Boeing 727-81 (раніше іранський EP-GDS)

- Один тактичний транспортний літак L-100-30 Hercules (колишній Кувейт к/н: 322).
- Один транспортний літак DC-9-32CF VIP (к/н:320) під час вторгнення в Кувейт.
- 5 авіалайнерів A.310-300 під час вторгнення в Кувейт
- 3 авіалайнери A.300-600C під час вторгнення в Кувейт (колишній, 9K-AHF, 9K-AHG, інші невідомі)
- Два пасажирські літаки B.767-200 (раніше 9K-AIB і 9K-AIC цивільної авіакомпанії Кувейту)
- 1 пасажирський літак B.727-200 (екс-Кувейт M-FTOH (c/n 22359))
- 1 пасажирський літак A.310B4-620 (колишня цивільна авіакомпанія Кувейту)
- Один пасажирський літак A.310-304 (к/н колишнього Кувейту: A6-KCU).
- Один пасажирський літак HS.125-700B (екс-Кувейт 9K-AGA).
- 3 бізнес-джети Gulfstream III (колишній Kuwait 9K-AEN тощо)

- 6 тренувальних літаків BAe Hawk T.64, що знімаються (під час вторгнення в Кувейт)
- 2 транспортні гелікоптери CH-47C Chinook (1 втрачено Іраном, 5-4089, інші невідомі)
- 4 гелікоптери RH-53D Sea Stallion General Assembly (фактично втрачені Іраном)
- Один транспортний гелікоптер AS-61 Sea King VIP (виробництва Італії) (раніше ВПС Ірану)
- 5 ударних вертольотів AH-1J Cobra (літак ВПС Ірану)
- Один гелікоптер загального призначення Bell 206B (літак ВПС Ірану)
- 1 гелікоптер загального призначення Bell 212 (літак ВПС Ірану)
- 1 вертоліт загального призначення Bell 214C (літак ВПС Ірану)

### Список літаків заповнюється тільки плануванням
Літак, показаний тут, спочатку планувався для використання у ВПС Іраку або був підготовлений для порівняння під час експорту, але від нього відмовилися через економічні санкції та війну.
- Планувалося розгорнути шістдесят винищувачів Dassault Mirage 2000E для встановлення переваги в повітрі.
- Планувалося розгорнути 52 винищувачі-бомбардувальники Dassault Mirage 2000S.
- Планувалося розгорнути 120 навчально-тренувальних військових літаків Dornier Alpha Jet 2.
- Заплановано розгортання 63 навчально-тренувальних літаків BAe Hawk T.1.
- Планувалося задіяти шість транспортних вертольотів Мі-26 Halo A.Також планувалося представити зенітно-ракетний комплекс великої дальності С-300ПМУ2.
- До ліцензійного виробництва було заплановано 120 ударних вертольотів Мі-28L Havoc. Одночасно планувалося придбати крилаті ракети повітряного базування ASMP.
- 36 винищувачів F-86F Sabre (проте розгортання було скасовано через перехід уряду на схід)

### Це був запланований літак, але кількість літаків невідома.
- Існувала ймовірність залучення 14 літаків-заправників Іл-78 «Мідас».
- Можуть бути розгорнуті тридцять три винищувачі-перехоплювачі Dassault Mirage IICQ.
- Існувала ймовірність розміщення 72 винищувачів-бомбардувальників Dassault Mirage 5EQ.
- Існувала ймовірність залучення 33 штурмовиків Hawker Siddeley Harrier GR.3.
- Існувала ймовірність залучення 35 штурмовиків Panavia Tornado IDS.
- Існувала ймовірність розміщення 33 винищувачів-перехоплювачів Dassault Mirage 4000E.
- Існувала можливість розміщення 77 ракет-перехоплювачів BAC Lightning F.6.
- Існувала ймовірність залучення 65 винищувачів Су-27С Flanker B.
- Існувала ймовірність залучення 17 навчально-тренувальних літаків Су-27УБ Flanker C.
- Існувала ймовірність розміщення 18 навчально-тренувальних літаків Hawker Siddeley Harrier T.4.
- Існувала ймовірність розміщення 16 навчально-тренувальних літаків BAC Lightning T.5.
- Існувала можливість залучення 28 навчально-тренувальних літаків Dassault Mirage IIIDQ.
- Існувала можливість залучення 32 навчально-тренувальних літаків Dassault Mirage 5DQ.
- Існувала ймовірність розміщення 54 перехоплювачів МіГ-31FE Foxhound A.
- Існувала ймовірність розміщення 51 легкого штурмовика SEPECAT Jaguar GR.1.
- Існувала ймовірність розміщення 51 протикорабельного штурмовика Dassault Mirage F1EQ-7.
- Існувала ймовірність розміщення 23 навчально-тренувальних літаків SEPECAT Jaguar T.2.
- Існувала ймовірність розміщення 23 навчально-тренувальних літаків Dassault Mirage 2000B.
- Існувала ймовірність розміщення 26 протикорабельних штурмовиків Dassault Mirage F1EQ-8.
- Існувала можливість залучення 27 морських патрульних вертольотів AS365F Dauphin II.
- Існувала ймовірність розміщення 24 стратегічних бомбардувальників Ту-22М3Е Backfire-C.

## Командуючі
- Мухаммед Алі Джавад (1936)
- Хардан ат-Тікріті (1963)
- Джассем Мохаммед аль-Шахір (1968)
- Мохаммед Джесем аль-Джабурі (1978—1983)
- Хамід Шаабан (1985)
- Музахім Хассан аль-Тікріті (1990)
- Хамід Раджа Шалах (з середини 1990-х до 2003)
- Камаль Барзанджі (2006—2008)
- Анвар Хамад Амін (2008—2019)
- Шахаб Джахид Алі (2019-по наш час)

## Звання
| Категорії            | Маршали     | Генерали    | Генерали          | Генерали      | Генерали          | Старші офіцери | Старші офіцери | Старші офіцери | Молодші офіцери | Молодші офіцери   | Молодші офіцери    |
| -------------------- | ----------- | ----------- | ----------------- | ------------- | ----------------- | -------------- | -------------- | -------------- | --------------- | ----------------- | ------------------ |
| Погон                |             |             |                   |               |                   |                |                |                |                 |                   |                    |
| Іракська назва       | Mushir      | Fareeq Awal | Fareeq            | Liwa'a        | Ameed             | Aqeed          | Muqaddam       | Raid           | Naqib           | Molazim Awal      | Molazimt           |
| Переклад українською | Фельдмаршал | Генерал     | Генерал-лейтенант | Генерал-майор | Бригадний генерал | Полковник      | Підполковник   | Майор          | Капітан         | Старший лейтенант | Молодший Лейтенант |

| Категорії            | Солдати | Солдати         | Сержанти | Сержанти | Сержанти     |
| -------------------- | ------- | --------------- | -------- | -------- | ------------ |
| Погон                |         |                 |          |          |              |
| Іракська назва       | Jundi   | Jundi Awal      | Arif     | Raqib    | Raqib awwal  |
| Переклад українською | Рядовий | Рядовий 1 класу | Капрал   | Сержант  | Штаб-сержант |